# Сан Лоренцо ал Маре
Вижте пояснителната страница за други значения на Сан Лоренцо.
Сан Лорѐнцо ал Ма̀ре (на италиански: San Lorenzo al Mare; на лигурски: San Loènso, Сан Лоенсо) е пристанищно село и община в Северна Италия, провинция Империя, регион Лигурия. Разположено е на брега на Лигурско море, на лигурското Западно крайбрежие. Населението на общината е 1378 души (към 2011 г.).